# Alois Lexa von Aehrenthal
Alois Lexa von Aehrenthal (født 27. september 1854 i Gross-Skal i Bøhmen (i dag Hrubá Skála i Tjekkiet), død 17. februar 1912 i Wien) var en østrigsk greve og statsmand. Han var Østrig-Ungarns udenrigsminister fra 1906 til 1912.